# گردباد سرخ
گردباد سرخ (به انگلیسی: Red Tornado)یک شخصیت خیالی قهرمان است که در کتب کامیک دی سی کمیکز وجود دارد؛ و برای اولین بار، در شمارهٔ ۶۴ مجلهٔ کمیک لیگ عدالت (Justice League of America) در آگوست ۱۹۶۸ معرفی شد.